# Chili con Linda
Chili con Linda (Be Cool) è un romanzo noir dello scrittore statunitense Elmore Leonard, pubblicato nel 1999.
Il romanzo vede protagonista Chili Palmer, già al centro del precedente romanzo La scorciatoia (Get Shorty) del 1990.
Dall'opera nel 2004 è stato tratto il film Be Cool per la regia di F. Gary Gray, con John Travolta nella parte di Chili e di Uma Thurman in quella di Edie.

## Storia editoriale
Il progetto di un sequel al romanzo Get Shorty risale alle fasi finali della lavorazione dell'omonimo film quando un manager della MGM chiese al Leonard se fosse in grado di lavorare su un seguito della storia. Lo scrittore rispose: «Sicuro. Non vedo perché no» e iniziò rapidamente a sviluppare il romanzo.
Per ricalcare maggiormente il modo di parlare degli impresari musicali e il loro slang, in particolare i serrati dialoghi del personaggio Nick Carr, Elmore Leonard ha frequentato la casa discografica Maverick Records osservando i comportamenti assunti durante le comunicazioni al telefono e il linguaggio usato. Lo scrittore ha cercato ispirazione nei protagonisti e nelle situazioni reali del mondo musicale per dare maggior spessore alla storia: i testi delle canzoni cantate da Linda Moon, uno dei personaggi del romanzo e citate nell'opera, sono del gruppo musicale statunitense The Stone Coyotes mentre altra fonte di ispirazione proviene dal libro sul gruppo musicale degli Aerosmith scritto del giornalista Stephen Davies intitolato Walk this Way (1977).

## Trama
(Elmore Leonard, Chili con Linda)
Chili Palmer è un produttore cinematografico che ha avuto grossa popolarità grazie al successo del suo primo film, Leo in fuga, ispirato alle reali vicende del suo passato quale usuraio con frequentazioni malavitose. Dopo il flop del sequel del film, Fuga dalla realtà, decide di cambiare filone e produrre un film sul mondo musicale. Per trovare ispirazione, quasi per caso, prende contatto con una giovane cantante di talento, Linda Moon, che per sbarcare il lunario suona in una cover band di ragazze il cui manager è un losco individuo, Raji. Mentre è a pranzo con un suo amico, Tommy Athens, impresario musicale, quest'ultimo viene ucciso da un killer.
Mentre la polizia indaga sull'omicidio, Chili soffia Linda e il suo vecchio gruppo al rancoroso Raji che tenta di ucciderlo assoldando uno scalcinato killer italoamericano che per sbaglio salva la vita alla sua vittima designata. Il killer infatti uccide a sua volta un sicario mandato dalla mafia russa per tacitare Chili, testimone oculare dell'eliminazione di Tommy Athens. Chili scopre che l'amico era ricattato dai russi e che per tenere in piedi l'agenzia aveva manomesso i registri contabili. La moglie di Tommy, Edie, accetta di aiutare Chili nella produzione del film ma prima Chili dovrà eliminare una banda di gangsta rappers che esigono soldi dalla vedova di Tommy, il pericoloso Raji che non accetta di vedersi sottrarre i diritti di Linda Moon e la banda di killer russi. Mettendo gli uni contro gli altri e con una buona dose di fortuna e di scaltrezza, Chili si libererà di tutti i suoi pericolosi nemici. Contemporaneamente Chili porta al successo la talentuosa ma arrivista Linda Moon, che ingrata, cambierà subito manager. Chili utilizza la storia appena vissuta come canovaccio per il suo prossimo film, aiutato dall'amica Elaine con la quale avrà una storia d'amore.

## Personaggi
Chili PalmerEx usuraio in Florida e California, si è dedicato alla produzione cinematografica avendo un grande successo con il suo primo film, Leo in fuga, ispirato alle sue passate vicende. Dopo il flop del suo secondo film, Fuga dalla realtà, decide di lanciare verso il successo una cantante rock e il suo gruppo con il vero scopo di produrre un film incentrato sulla vicenda.
Tommy AthensImpresario musicale titolare insieme alla moglie della società NTL ("Nothing To Lose"). La società versa in cattive acque e i suoi bilanci sono stati falsificati dallo stesso Tommy.
Linda MoonIl suo vero nome è Linda Lingeman, originaria di Odessa (Texas). Talentuosa cantante abbandona ben presto ogni scrupolo professionale pur di sfondare nel mondo della musica.
Darryl HolmesAgente dell'antimafia incaricato delle indagini sull'omicidio di Tommy Athens.
Edie AthensLa vedova di Tommy. Decide di aiutare Chili a produrre il film che ha in mente di realizzare con lo scopo di ritagliarsi in esso una parte come interprete.
Elaine LevinAmica di Chili, responsabile dell'ufficio produzione della casa cinematografica "Tower". I due avranno una relazione scoprendosi da tempo innamorati l'uno dell'altra
RajiLosco impresario musicale, suo malgrado è costretto a cedere la sua artista di punta, Linda Moon a Chili. Iracondo e rancoroso, assolderà un killer per uccidere Chili. Muore ucciso dalla sua stessa guardia del corpo.
Elliot WilhelmCentoventi chili di muscoli, guardia del corpo di Raji con probabili origini samoane. Omosessuale e con velleità artistiche, attratto dalla possibilità di ottenere una parte nel film di Chili, si rifiuta di fare del male all'uomo su ordine di Raji; al contrario uccide il suo ex datore di lavoro.
Joe LooopGoffo Killer italoamericano, assoldato da Raji per uccidere Chili. Sbaglia obiettivo eliminando invece un sicario russo quest'ultimo, a sua volta, pagato per assassinare Chili. Muore ucciso da Raji in un impeto di rabbia.
Nick CarIl suo vero nome è Nicky Carcaterra, già conosciuto come Nicky Cadillac, gangster riciclatosi nel mondo musicale come promoter titolare dell'affermata agenzia Car-O-Sell Entertainment.
TiffanyL'alternativa segretaria di Nick Car.
Sinclair "Sin" RùsselPericoloso manager del gruppo musicale gangsta dei Ropa-Dope.
SpeedyIl batterista del gruppo musicale di Linda, ha una relazione con Tiffany.
DaleMusicista degli Odessa, il gruppo musicale di Linda.

## Edizioni
- (EN) Elmore Leonard, Be Cool, 1ª ed., Delacorte Press, 1999, ISBN 0-440-23505-7.
- Elmore Leonard, Chili con Linda, traduzione di Guido Zurlino, I marlin, Marco Tropea Editore, 2000, ISBN 88-438-0240-2.